# Tuffi ai XX Giochi del Commonwealth
Le gare di tuffi dei XX Giochi del Commonwealth si sono svolte alla Royal Commonwealth Pool di Edimburgo, in Scozia, dal 30 luglio al 2 agosto 2014.

## Calendario
| P | Preliminari | F | Finale |

| Data →                                | Mer 30 | Mer 30 | Gio 31 | Gio 31 | Ven 1 | Ven 1 | Sab 2 | Sab 2 |
| Event ↓                               | M      | S      | M      | S      | M     | S     | M     | S     |
| ------------------------------------- | ------ | ------ | ------ | ------ | ----- | ----- | ----- | ----- |
| Trampolino 1 metro maschile           | P      | F      |        |        |       |       |       |       |
| Trampolino 3 metri maschile           |        |        | P      | F      |       |       |       |       |
| Piattaforma 10 metri maschile         |        |        |        |        |       |       | P     | F     |
| Trampolino 3 metri sincro maschile    |        |        |        |        | F     |       |       |       |
| Piattaforma 10 metri sincro maschile  |        |        |        |        |       | F     |       |       |
| Trampolino 1 metro femminile          |        |        |        |        | P     | F     |       |       |
| Trampolino 3 metri femminile          |        |        |        |        |       |       | P     | F     |
| Piattaforma 10 metri femminile        |        |        | P      | F      |       |       |       |       |
| Trampolino 3 metri sincro femminile   |        | F      |        |        |       |       |       |       |
| Piattaforma 10 metri sincro femminile | F      |        |        |        |       |       |       |       |

## Paesi partecipanti
Tra parentesi, il numero di atleti partecipanti.
 Australia (12)

 Canada (11)

 Inghilterra (14)

 India (2)

 Giamaica (1)

 Malaysia (11)

 Nuova Zelanda (2)

 Scozia (2)

 Tonga (1)

## Podi

### Uomini
| Evento                     | Oro                                        | Perform. | Argento                             | Perform. | Bronzo                                           | Perform. |
| Tuffi individuali          |                                            |          |                                     |          |                                                  |          |
| Trampolino 1m (dettagli)   | Jack Laugher                               | 449,90   | Matthew Mitcham                     | 404,85   | Grant Nel                                        | 403,40   |
| Trampolino 3m (dettagli)   | Ooi Tze Liang                              | 457,60   | Jack Laugher                        | 449,70   | Oliver Dingley                                   | 425,20   |
| Piattaforma 10m (dettagli) | Tom Daley                                  | 516,55   | Ooi Tze Liang                       | 433,70   | Vincent Riendeau                                 | 629,25   |
| Tuffi sincronizzati        |                                            |          |                                     |          |                                                  |          |
| Trampolino 3m (dettagli)   | Inghilterra Jack Laugher Chris Mears       | 431,94   | Australia Matthew Mitcham Grant Nel | 403,14   | Inghilterra Nick Robinson-Baker Freddie Woodward | 364,41   |
| Piattaforma 10m (dettagli) | Australia Matthew Mitcham Domonic Bedggood | 399,54   | Inghilterra Tom Daley James Denny   | 399,36   | non attribuita                                   |          |

### Donne
| Evento                     | Oro                                         | Perform. | Argento                              | Perform. | Bronzo                                   | Perform. |
| Tuffi individuali          |                                             |          |                                      |          |                                          |          |
| Trampolino 1m (dettagli)   | Jennifer Abel                               | 287,25   | Maddison Keeney                      | 281,95   | Esther Qin                               | 278,65   |
| Trampolino 3m (dettagli)   | Esther Qin                                  | 347,25   | Jennifer Abel                        | 324,70   | Hannah Starling                          | 316,95   |
| Piattaforma 10m (dettagli) | Meaghan Benfeito                            | 372,65   | Pandelela Rinong                     | 368,55   | Roseline Filion                          | 361,80   |
| Tuffi sincronizzati        |                                             |          |                                      |          |                                          |          |
| Trampolino 3m (dettagli)   | Inghilterra Alicia Blagg Rebecca Gallantree | 300,24   | Canada Jennifer Abel Pamela Ware     | 295,65   | Australia Maddison Keeney Anabelle Smith | 294,72   |
| Piattaforma 10m (dettagli) | Canada Meaghan Benfeito Roseline Filion     | 310,65   | Inghilterra Sarah Barrow Tonia Couch | 307,92   | Malaysia Pandelela Rinong Nur Sabri      | 300,12   |

## Medagliere
| Posizione | Paese       | Oro | Argento | Bronzo | Riepilogo |
| --------- | ----------- | --- | ------- | ------ | --------- |
| 1         | Inghilterra | 4   | 3       | 3      | 10        |
| 2         | Canada      | 3   | 2       | 2      | 7         |
| 3         | Australia   | 2   | 3       | 3      | 8         |
| 4         | Malaysia    | 1   | 2       | 1      | 4         |
| Totale    | Totale      | 10  | 10      | 9      | 29        |